# Alabai
L'alabai o turkmen alabai è una razza canina molossoide del tipo cani da montagna dalle origini antichissime, proveniente dal Turkmenistan e non riconosciuta dalla FCI.
È un cane di taglia grande la cui funzione principale è quella di proteggere le greggi dai predatori. I russi lo annoverano tra i "Volkodav" ovvero i "distruttori di lupi". I sovietici crearono il cosiddetto Pastore dell'Asia Centrale o Central Asian Ovtcharkarka amalgamando le linee ancestrali di molossi asiatici quali appunto il Tobet del Kazakistan e l'Alabai del Turkmenistan. Sia il Tobet sia l'Alabai rappresentano il ceppo originario del molosso asiatico, mentre il pastore dell'Asia Centrale è una creazione della moderna cinofilia.

## Descrizione
Cane grande e forte, si presenta soprattutto in versioni scure, dal grigio al nero, con anche varianti marroni, ma sempre pezzato. Spesso si riscontra dicromia oculare. L'unica varietà riconosciuta a livello ufficiale è quella a pelo corto, anche se lo si ritrova anche a pelo lungo.

## Carattere
Da adulto occupa tutto il suo tempo nel lavoro come cane pastore da guardia.
Era inserito nella lista delle razze pericolose, non più in vigore, ma sicuramente non è un cane da adottare alla leggera o senza avere esperienza specifica con i grandi cani guardiani degli armenti. Prima ancora dell'adozione, è consigliato rivolgersi a un educatore cinofilo che possa aiutare nella scelta dell'allevamento e della cucciolata e che possa rilevare eventuali criticità nel processo di adozione.